# Agrypon flexorioides
Agrypon flexorioides là một loài tò vò trong họ Ichneumonidae.